# Elecciones regionales del Estado Zulia de 2025
Las elecciones regionales del Estado Zulia para elegir al gobernador del Estado y a los 15 diputados al Consejo Legislativo se realizaron el 25 de mayo de 2025.

## Candidatos a la Gobernación
| Candidato            | Partido / Alianza                     | Partido / Alianza                  | Ref   |
| -------------------- | ------------------------------------- | ---------------------------------- | ----- |
| Manuel Rosales G     |                                       | Un Nuevo Tiempo                    | [ 1 ] |
| Manuel Rosales G     | Primero Justicia (Fracción de-jure)   |                                    | [ 1 ] |
| Manuel Rosales G     | Voluntad Popular (Fracción de-jure)   |                                    | [ 1 ] |
| Manuel Rosales G     | Movimiento al Socialismo              |                                    | [ 1 ] |
| Manuel Rosales G     | Unión y Progreso                      |                                    | [ 1 ] |
| Manuel Rosales G     | Unión y Cambio                        |                                    | [ 1 ] |
| Manuel Rosales G     | Fuerza Vecinal                        |                                    | [ 1 ] |
| Manuel Rosales G     | Alianza del Lápiz                     |                                    | [ 1 ] |
| Luis Caldera         |                                       | Gran Polo Patriótico Simón Bolívar | [ 2 ] |
| Luis Caldera         | Partido Socialista Unido de Venezuela |                                    | [ 2 ] |
| Luis Caldera         | Movimiento Esperanza Viva Democrática |                                    | [ 2 ] |
| Luis Alejandro Ratti |                                       | Independiente                      | [ 3 ] |
| Luis Alejandro Ratti | Bandera Roja                          |                                    | [ 3 ] |
| Ely Ramón Atencio    |                                       | Acción Democrática (intervenido)   | [ 4 ] |
| Ely Ramón Atencio    | COPEI (intervenido)                   |                                    | [ 4 ] |
| Ely Ramón Atencio    | Venezuela Unidad                      |                                    | [ 4 ] |
| Ely Ramón Atencio    | Soluciones para Venezuela             |                                    | [ 4 ] |
| Ely Ramón Atencio    | Cambiemos Movimiento Ciudadano        |                                    | [ 4 ] |
| Ely Ramón Atencio    | Voluntad Popular (intervenido)        |                                    | [ 4 ] |
| Ely Ramón Atencio    | Primero Venezuela                     |                                    | [ 4 ] |
| Ely Ramón Atencio    | Primero Justicia (intervenido)        |                                    | [ 4 ] |
| Ely Ramón Atencio    | Avanzada Progresista                  |                                    | [ 4 ] |
| Ely Ramón Atencio    | El Cambio                             |                                    | [ 4 ] |
| Ely Ramón Atencio    | Unidad Visión Venezuela               |                                    | [ 4 ] |
| Ely Ramón Atencio    | Movimiento Republicano                |                                    | [ 4 ] |

### Partido Socialista Unido de Venezuela
A principios de año se especuló sobre varios posibles candidatos por parte del Partido Socialista Unido de Venezuela, siendo finalmente seleccionado el alcalde de Mara, Luis Caldera.
- Francisco Arias Cárdenas exgobernador de la entidad Zuliana, renunció a su carrera diplomática como embajador de Venezuela ante México para iniciar su trabajo político en el estado, informaron fuentes ligadas al dirigente del Partido Socialista Unido de Venezuela.[5]

- Néstor Reverol Exministro de Energía Eléctrica de Venezuela, tras la salida del gabinete de Nicolás Maduro y posteriormente asumiendo la presidencia de Corpozulia, se presume uno de los posibles candidatos a la gobernación del estado.[6]

## Candidatos a legisladores delCLEZ

### Unidos por el Zulia[7]
| Circunscripción | Candidato |
| --- | --------- |
| Voto lista |           |
| Iraida Villasmil Villasmil (Principal) |           |
| Carlos Manuel Rosales Trejo (Principal) |           |
| Edgar Antúnez Garcia (Principal) |           |
| Otto Piñero Moreno (Suplente) |           |
| Henry Ramones Noriega (Suplente) |           |
| Nikarely Mapparí Larreal |           |
| Jesús Medina Mariñez |           |
| Marisela Reverol |           |
| Yaneiza Romero Bracho |           |
| Jacqueline Portillo Mendoza |           |
| Guillermo Castellanos Strup |           |
| Darío Verde Pérez |           |
| James Ramos Ariza |           |
| Héctor Vargas Colina |           |
| Hanía Salazar Quintero |           |
| José Villarreal Martinez |           |
| José Bautista Arellano |           |
| Digna Araujo Hernández |           |
| Circuito 1 (Municipios: Rosario de Perijá, Machiques de Perijá, Jesús María Semprúm, Catatumbo, Colón, Francisco Javier Pulgar, Sucre, Jesús Enrique Lossada, Guajira, Padilla y Mara.) |           |
| Rosíris Orozco Castro (Principal) |           |
| Yohandry Sánchez Bohórquez (Suplente) |           |
| Circuito 2 (Maracaibo: Venancio, Idelfonso Vásquez, Antonio Borjas Romero, Coquivacoa, Juana de Ávila, Olegario, Caracciolo, Raúl Leoni, Santa Lucia.)                                  |           |
| Javier Barboza Chirinos (Principal) |           |
| Diego Romero Gámez (Suplente) |           |
| Circuito 3 (Maracaibo: Cacique Mara, Cecilio Acosta, Chiquinquirá, Cristo de Aranza, San Isidro, Francisco Eugenio Bustamante, Bolívar, Luis Hurtado Higuera, Manuel Dagnino.)          |           |
| Elirio Valecillos Colina (Principal) |           |
| Carlos Guerrero Yamarte (Suplente) |           |
| Circuito 4 (Municipios: San Francisco, La Cañada.) |           |
| Alejandra Barrientos Albarran (Principal) |           |
| Enmanuel Canga Márquez (Suplente) |           |
| Circuito 5 (Municipios: Miranda, Santa Rita, Cabimas, Simón Bolívar, Lagunillas, Valmore, Baralt.)                                                                                      |           |
| Albert González Mejía (Principal) |           |
| Lilibeth Martinez González (Suplente) |           |

### Gran Polo Patriótico Simón Bolívar[8]
| Circunscripción | Candidato |
| --- | --------- |
| Voto lista |           |
| Magdely Beatriz Valbuena Muñoz |           |
| Heberth José Chávez González |           |
| Egda Josefina Vilchez González |           |
| Emmanuel Pulgar Pulgar |           |
| José Rafael Sierra Irahola |           |
| Bladimiro Rafael Colina Torres |           |
| Wilmer Javier Torres Villegas |           |
| Alexander José Villasmil Fuenmayor |           |
| Rafik Souki Rincón |           |
| Yamily Beatriz Suárez Vílchez |           |
| Jacqueline del Carmen Michel Ríos |           |
| Lilia Rosa Marrufo Labarca |           |
| Eva María Montilla |           |
| Carlos José Colina Cabrera |           |
| Richard Antonio España González |           |
| Osman Darío Méndez Méndez |           |
| Gustavo Alberto Parra Granadillo |           |
| Zoraida Concepción Petit Sandoval |           |
| Circuito 1 (Municipios: Rosario de Perijá, Machiques de Perijá, Jesús María Semprúm, Catatumbo, Colón, Francisco Javier Pulgar, Sucre, Jesús Enrique Lossada, Guajira, Padilla y Mara.) |           |
| Lisbeth Rodríguez Villalobos (Principal) |           |
| Jhoan Montenegro (Suplente) |           |
| Circuito 2 (Maracaibo: Venancio, Idelfonso Vásquez, Antonio Borjas Romero, Coquivacoa, Juana de Ávila, Olegario, Caracciolo, Raúl Leoni, Santa Lucia.)                                  |           |
| Eliana González Rodríguez (Principal) |           |
| José Díaz Fernández (Suplente) |           |
| Circuito 3 (Maracaibo: Cacique Mara, Cecilio Acosta, Chiquinquirá, Cristo de Aranza, San Isidro, Francisco Eugenio Bustamante, Bolívar, Luis Hurtado Higuera, Manuel Dagnino.)          |           |
| Alberto Hernández Reyes (Principal) |           |
| Iris Silva Suárez (Suplente) |           |
| Circuito 4 (Municipios: San Francisco, La Cañada.) |           |
| Maribel Briceño Valle (Principal) |           |
| Yordi Sirit Crespo (Suplente) |           |
| Circuito 5 (Municipios: Miranda, Santa Rita, Cabimas, Simón Bolívar, Lagunillas, Valmore, Baralt.)                                                                                      |           |
| Francisco Colmenares Silva (Principal) |           |
| Lissette González (Suplente) |           |

### ¡La Opción que Une al Zulia!
| Circunscripción | Candidato |
| --- | --------- |
| Voto lista |           |
| Juan Rodríguez Pájaro |           |
| Carcel Almarza González |           |
| Manuel Montaño Velazco |           |
| Elio Hernández |           |
| Eduardo Colombo García |           |
| Yulimar Querales Marchan |           |
| Douglas Martínez Colina |           |
| María González González |           |
| Andrea Cornieles Rosales |           |
| Javier Camargo Montiel |           |
| Pedro Petit Cruz |           |
| Lenin Angulo Puentes |           |
| Natalia Hernández Alfonzo |           |
| Génesis Alpuria González |           |
| Francisco Palmar |           |
| Ana Graterol González |           |
| Yadira González González |           |
| Xiomara Romero |           |
| Circuito 1 (Municipios: Rosario de Perijá, Machiques de Perijá, Jesús María Semprúm, Catatumbo, Colón, Francisco Javier Pulgar, Sucre, Jesús Enrique Lossada, Guajira, Padilla y Mara.) |           |
| Pedro Piña Urdaneta (Principal) |           |
| José Alberto Colina (Suplente) |           |
| Circuito 2 (Maracaibo: Venancio, Idelfonso Vásquez, Antonio Borjas Romero, Coquivacoa, Juana de Ávila, Olegario, Caracciolo, Raúl Leoni, Santa Lucia.)                                  |           |
| Francisco Palmar (Principal) |           |
| Ana Graterol González (Suplente) |           |
| Circuito 3 (Maracaibo: Cacique Mara, Cecilio Acosta, Chiquinquirá, Cristo de Aranza, San Isidro, Francisco Eugenio Bustamante, Bolívar, Luis Hurtado Higuera, Manuel Dagnino.)          |           |
| Luis Socorro Boscán (Principal) |           |
| Ailin González del Villar (Suplente) |           |
| Circuito 4 (Municipios: San Francisco, La Cañada.) |           |
| Alberto Quintero Hernández (Principal) |           |
| Yadira González González (Suplente) |           |
| Circuito 5 (Municipios: Miranda, Santa Rita, Cabimas, Simón Bolívar, Lagunillas, Valmore, Baralt.)                                                                                      |           |
| María González González (Principal) |           |
| Xiomara Romero (Suplente) |           |

### Me la Juego por el Zulia
| Circunscripción | Candidato |
| --- | --------- |
| Voto lista |           |
| Elvis Cuba Urdaneta |           |
| Dayana Cortés Roa |           |
| Elvira Vilchez Rojas |           |
| José Mora Alcalde |           |
| Caren Chirino González |           |
| Gladys de Marín Martínez |           |
| Heidy Villalobos Villalobos |           |
| Liliana Parra Gil |           |
| Américo González Nava |           |
| Danixo Fung Vilchez |           |
| Ángel Gutiérrez Ramírez |           |
| Edduin Rojas Gutiérrez |           |
| Emiro León Silva |           |
| Gerardo Suárez Alcalde |           |
| Masa Raquel Delgado |           |
| Nelson Sánchez López |           |
| Rosana Lamadrid |           |
| Paul Peña Machado |           |
| Circuito 1 (Municipios: Rosario de Perijá, Machiques de Perijá, Jesús María Semprúm, Catatumbo, Colón, Francisco Javier Pulgar, Sucre, Jesús Enrique Lossada, Guajira, Padilla y Mara.) |           |
| Johnny Artigas Martínez (Principal) |           |
| Zuleidy Hernández Montero (Suplente) |           |
| Circuito 2 (Maracaibo: Venancio, Idelfonso Vásquez, Antonio Borjas Romero, Coquivacoa, Juana de Ávila, Olegario, Caracciolo, Raúl Leoni, Santa Lucia.)                                  |           |
| Ernesto Zárraga Guillén (Principal) |           |
| Paola Negreta Montilla (Suplente) |           |
| Circuito 3 (Maracaibo: Cacique Mara, Cecilio Acosta, Chiquinquirá, Cristo de Aranza, San Isidro, Francisco Eugenio Bustamante, Bolívar, Luis Hurtado Higuera, Manuel Dagnino.)          |           |
| Gabriel Atuñez García (Principal) |           |
| Sikiu González Abreu(Suplente) |           |
| Circuito 4 (Municipios: San Francisco, La Cañada.) |           |
| Lino Lucena Rosado (Principal) |           |
| Laura Rivas Marín (Suplente) |           |
| Circuito 5 (Municipios: Miranda, Santa Rita, Cabimas, Simón Bolívar, Lagunillas, Valmore, Baralt.)                                                                                      |           |
| Carlismar Sulbaran Crespo (Principal) |           |
| Humberto Farías Romero (Suplente) |           |

## Encuestas de opinión
| Encuestadora | Fecha                         | Rosales UNT | Caldera PSUV | Otros | NS/NR | N/NV | Ventaja |
| Encuestadora | Fecha                         |             |              |       |       |      | Ventaja |
| Delpho       | 30 de abril-7 de mayo de 2025 | 54.6%       | 15.4%        | 3.2%  | 19.3% | 7.6% | 39.2%   |